# Мороз, Павел Васильевич
Па́вел Васи́льевич Моро́з (род. 26 февраля 1987 года, Червоноград) — российский волейболист, диагональный, мастер спорта России.

## Спортивная карьера
Детство Павла Мороза прошло в Червонограде, где он занимался плаванием, боксом, спортивными танцами, а в восьмом классе начал играть в волейбол. В 2004 году подписал контракт с московским клубом МГТУ. В сезоне-2004/05 дебютировал в Суперлиге, но в связи с понижением команды в классе следующие пять сезонов провёл в высшей лиге «А».
В 2010 году перешёл в выступающий в Суперлиге кемеровский «Кузбасс». В декабре 2011 года выиграл серебряную медаль Кубка России и был признан лучшим нападающим финального турнира в Казани. В том же сезоне стал самым результативным игроком чемпионата страны, набрав 568 очков в 28 матчах, и по его завершении получил от Владимира Алекно вызов в национальную сборную.
Дебют Павла Мороза за сборную России состоялся 18 мая 2012 года в Хамамацу в матче Мировой лиги с командой Сербии. Он был кандидатом на участие в олимпийском турнире, но в заявку команды на Игры в Лондоне не попал.
В 2013 году Павел Мороз перешёл в новосибирский «Локомотив» и в сезоне-2013/14 являлся основным диагональным команды Андрея Воронкова, впервые в своей истории завоевавшей серебряные медали клубного чемпионата мира и национального первенства. Перед чемпионатом мира в Польше вернулся в сборную России, которой также руководил Воронков. Во встрече второго группового этапа со сборной Бразилии Павел получил травму голеностопа и не смог принять участие в оставшихся матчах турнира.
После возвращения из Польши перенёс операцию. В декабре 2014 года вернулся в игру в матчах финального этапа Кубка России, по итогам которого «Локомотив» занял второе место. Летом 2015 года вновь выступал за сборную на Мировой лиге. В декабре того же года на правах аренды перешёл в южнокорейский «Инчхон Эйр Джамбос».     
В сезоне-2016/17 выступал за уфимский «Урал», но провёл в чемпионате только 17 матчей из-за травмы колена и последовавшей операции. В июне 2017 года подписал однолетний контракт с новоуренгойским «Факелом», затем стал игроком сосновоборского «Динамо-ЛО».
С октября 2018 года Павел Мороз получил дисквалификацию на 18 месяцев в связи с тем, что допинг-проба, сданная им после одного из матчей чемпионата России-2018/19, дала положительный результат. В пробе были обнаружены следы кокаина, сам игрок оспаривать дисквалификацию не стал. В октябре 2020 года Мороз возобновил карьеру в оренбургском «Нефтянике», впервые сыграв после дисквалификации 31 октября в матче против АСК; а после завершения сезона уехал в чемпионат Объединённых Арабских Эмиратов в клуб «Аль-Васл» (Дубай). 
В 2022 году во второй раз был дисквалифицирован — за наличие следов триметазидина в допинг-пробе, взятой во время «Финал шести» чемпионата России-2013/14. После завершения 15-месячного срока дисквалификации, часть которого была условной, Мороз продолжил карьеру в азербайджанском клубе «Шуша». Весной 2024 года подписал контракт с болгарским «Нефтохимиком» из Бургаса

## Достижения

### С клубами
- Серебряный призёр чемпионата России (2013/14).
- Серебряный призёр Кубка России (2011, 2014).
- Серебряный призёр клубного чемпионата мира (2013).

### Индивидуальные
- Лучший нападающий «Финала восьми» Открытого Кубка России (2011).
- Участник Матчей звёзд России (2012, 2013, февраль 2014). В 2012 году и 2013 годах побеждал в конкурсах на самую сильную подачу (114 и 126 км/ч соответственно).